# وائل منصور
وائل منصور(16 يونيو 1983-) مغني وممثل وإذاعي مصري.

## حياته
ولد في الكويت، تخرج من كلية الإعلام جامعة القاهرة قسم علاقات عامة وإعلان.
الصوت الرسمي لشخصية دونالد دك بالنسخة العربية.

## مشواره المهني
شارك في الموسم الأوّل من برنامج سوبر ستار الذي عُرض على شاشة  تلفزيون المستقبل عام 2003 واحتلّ فيه المرتبة الخامسة.

### تجربته في التقديم
قدّم أول برنامج له وهو برنامج المنوّعات سمرة مع ريتا لمع وبرنامج دُمى متحرّكة عبر شبكة الإنترنت من كتابته وإنتاجه بعنوان «نبض الشارع مع إيناس السبكي» وهي شخصيّة مذيعة (دمية متحرّكة) قام منصور بأداء صوتها عاد ليقدم برنامج سوبر ستار عام 2008 مع اللبنانية مجدلا خطار.إضافة إلى برنامج برنامج كوميدي بعنوان «خلّي بكرا أحلى» عبر أثير إذاعة Mega FM، ومن تجاربه الاذاعية أيضا في 2017 يقدم برنامج اذاعى بعنوان «اصح ب انيرجى» على ردايو NRJ EGYPT التابعة ل د وليد مصطفى،  وشارك في تقديم برنامج «صوت الحياة» الذي عُرِضَ على قناة الحياة المصرية بمشاركة الإعلامية رزان مغربي.إشتهر بأدائه لصوت شخصية دونالد داك، كان الصوت الرسمي للشخصية في العالم العربي لكنه شركة والت ديزني فسخت العقد معه بسبب تغريده ضد العدوان الإسرائيلي على غزة.شارك في الموسم الأول من برنامج شكلك مش غريب عبر قناة إم بي سي فور وفي عام 2015 عاد ليقدم برنامج المواهب The X Factor على نفس الشاشة لكن في أبريل 2017 قدم كواليس برنامج ارابز جوت تالنت الموسم الخامس وحلقات من Arabs Got Talent Extra .
في رمضان 2019 قدم برنامج «التجربة» برنامج إنساني اجتماعي كوميدي، يُقدمه 4 مُذيعين من السعودية ولبنان والعراق ومصر، وهم سمير غانم اليامي، وعباس جعفر، ومحمد سمير ووائل منصور على شاشة إم بي سي 

### في الغناء
برصيده 3 أغني منفردة "ليالي ورا ليالي" و"ياه يا أمّي" انا مش حستنى".

### مشاركته عضو لجنة تحكيم
في مارس 2018 شارك عضو لجنة تحكيم «برنامج بلا حدود» على شاشة قناة الآن برفقة الفنانتين يارا وفايا يونان على شاشة قناة الآن

### في التمثيل
- (2016): في ميل 3
- (2011): البرنامج مع باسم يوسف
- (2005): المنصورية
- (2000): رواة الحديث الشريف